# Tegal Linggah
Tegal Linggah is een bestuurslaag in het regentschap Buleleng van de provincie Bali, Indonesië. Tegal Linggah telt 6339 inwoners (volkstelling 2010).